# Домінік де Вільпен
Доміні́к Марі́ Франсуа́ Рене́ Галузо́ де Вільпе́н (фр. Dominique Marie François René Galouzeau de Villepin; нар. 14 листопада 1953, Рабат, Марокко) — французький політик, прем'єр-міністр Французької республіки з 2005 по 2007 роки. Походить з родини дипломатів, зробив гарну кар'єру на дипломатичній службі, пізніше став одним з протеже президента Жака Ширака. Був призначений міністром іноземних справ; в Раді Безпеки ООН голосував у 2003 році проти вторгнення США і Великої Британії в Ірак. У 2001 році фігурував у судовому позові стосовно наклепу на тодішнього кандидата на посаду Президента Франції Ніколя Саркозі. Є одним з провідних критиків президента Ніколя Саркозі, розглядався як потенційний кандидат на президентських виборах у 2012 році.